# لاک‌پشت‌ها هم پرواز می‌کنند

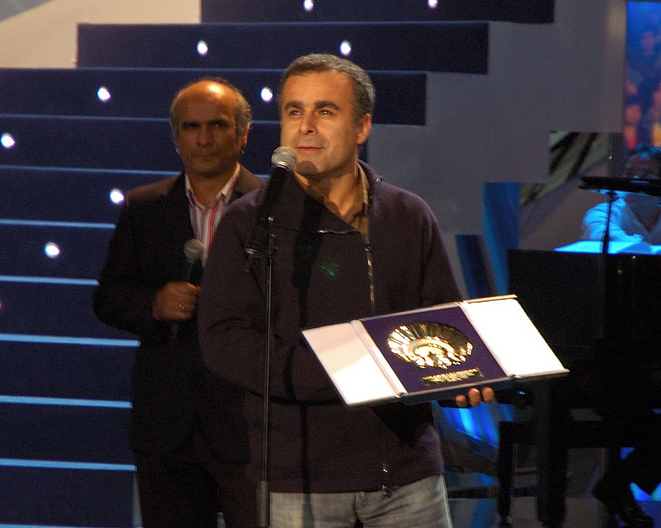
بهمن قبادی در هنگام دریافت جایزه صدف طلایی در جشنواره بین‌المللی سن‌سباستین، ۲۰۰۶، اسپانیا.

لاک‌پشت‌ها هم پرواز می‌کنند (به کردی: کێسه‌ڵه‌کانیش ده‌فڕن) فیلمی جنگی و درام به نویسندگی، تهیه‌کنندگی و کارگردانی بهمن قبادی، کارگردان ایرانی است که در سال ۱۳۸۳ ساخته شده‌است. نام اولیهٔ فیلم «ماهواره» یا «سَتَلایت» بود.
این فیلم پس از فیلم‌های زمانی برای مستی اسب‌ها و آوازهای سرزمین مادری‌ام سومین فیلم بلند بهمن قبادی است.
این نخستین فیلمی بود که پس از اشغال عراق توسط آمریکا، در عراق ساخته شد. موسیقی فیلم ساختهٔ حسین علیزاده است. این فیلم به‌عنوان نمایندهٔ سینمای ایران برای اسکار ۲۰۰۴ انتخاب شد و با دریافت ۴۲ جایزه و حضور در ۷۳ جشنواره بین‌المللی در سراسر جهان، به پرافتخارترین فیلم ایران در عرصهٔ جهانی مبدل گشت.
این فیلم توانست به نقدهای مثبتی روبرو شود؛ تا جایی‌که در وب‌سایت راتن تومیتوز امتیاز ۸۸ از ۱۰۰ (fresh) به معنی «تر و تازه» گرفت. در وب‌سایت متاکریتیک نیز توانست امتیاز ۸۵ از ۱۰۰ (Universal Acclaim) به معنای «تحسین جهانی» از آن خود کند که با این امتیاز خود در لیست بهترین فیلم‌های ۲۰۰۵ این وب‌سایت، رتبه هشتم را از آن خود کرد.

## خلاصه داستان
فیلم در جریان حمله آمریکا به عراق به زندگی گروهی از مردم کرد در مرز عراق و ترکیه می‌پردازد. کاک‌ستلایت علاوه بر نصب آنتن‌های ماهواره برای اهالی اردوگاه پناهجویان، سردسته گروهی از بچه‌های دهکده نیز هست که کارشان جمع‌آوری مین‌های پیرامون دهکده‌است. تا اینکه آگرین به همراه برادرش وارد دهکده می‌شوند. آگرین در جریان حمله نیروهای عراقی به حلبچه، توسط سربازانی که والدینش را کشته‌اند مورد تجاوز قرار می‌گیرد. فشار روانی ناشی از این حوادث است که جریان اصلی فیلم را رقم می‌زند.

## جایزه‌ها
لاک‌پشت‌ها هم پرواز می‌کنند یکی از موفق‌ترین فیلم‌های ایرانی در جشنواره‌های خارجی بود. این فیلم توانست جایزهٔ اصلی جشنواره بین‌المللی سن‌سباستین را ببرد. این موفقیت‌ها سبب شد که این فیلم به عنوان نماینده سینمای ایران برای شرکت در مراسم اسکار ۲۰۰۴ فرستاده شود.
- دلفین طلایی جشنواره بین‌المللی فیلم فستوریا ۲۰۰۵
- جایزهٔ فیلم بلند جشنواره بین‌المللی فیلم سانتیاگو[۱۲]
- جایزه بهترین فیلم‌نامه برای بهمن قبادی در هشتمین دوره جشنوارهٔ جشن خانه سینما[۱۲]
- جایزه بهترین فیلم بلند در جشنواره بین‌المللی فیلم نخل نیوزلند (۲۰۰۵)[۱۲]
- جایزهٔ فیلم بلند از دورهٔ جشنواره بین‌المللی فیلم لهستان (۲۰۰۵)[۱۲]
- جایزهٔ فیلم بلند در پنجاه و چهارمین جشنوارهٔ بین‌المللی فیلم ملبورن (۲۰۰۵)[۱۲]
- جایزهٔ سی‌ودومین جشنوارهٔ بین‌المللی فیلم مونترال (۲۰۰۴))[۱۲]
- جایزهٔ سومین دورهٔ جشنوارهٔ بین‌المللی فیلم‌های کردی لندن (۲۰۰۴)[۱۲]
- جایزهٔ نهمین دورهٔ جشنوارهٔ ماهواره (ستلایت) (۲۰۰۴)[۱۳]
- جایزهٔ بزرگ از جشنواره بین‌المللی فیلم توکیو فیلمکس (۲۰۰۴)[۱۳]
- خرس شیشه‌ای؛ جایزه ویژه جشنواره بین‌المللی فیلم برلین برای بهمن قبادی (۲۰۰۵)[۱۳]
- جایزهٔ فیلم صلح جشنواره بین‌المللی فیلم برلین (۲۰۰۵)[۱۳]
- جایزهٔ صدف طلایی برای بهترین فیلم از پنجاه و دومین جشنواره فیلم سن‌سباستین[۱۰]
- جایزهٔ نویسندگان اسپانیا برای بهترین فیلمنامه از پنجاه و دومین جشنواره فیلم سن‌سباستین[۱۲]
- جایزهٔ پروانه زرین بهترین فیلم برای بهمن قبادی از نوزدهمین جشنواره بین‌المللی فیلم‌های کودکان و نوجوانان اصفهان (۲۰۰۴)[۱۴]
- جایزهٔ ویژهٔ بهترین بازیگر نوجوان برای آواز لطیف از نوزدهمین جشنواره بین‌المللی فیلم‌های کودکان و نوجوانان اصفهان (۲۰۰۴)[۱۲]
- جایزهٔ ویژهٔ بهترین بازیگر نوجوان برای آجیل زیباری از نوزدهمین جشنواره بین‌المللی فیلم‌های کودکان و نوجوانان اصفهان (۲۰۰۴)[۱۲]
- جایزهٔ ویژهٔ بهترین بازیگر نوجوان برای هیرش فیصل رحمان از نوزدهمین جشنواره بین‌المللی فیلم‌های کودکان و نوجوانان اصفهان (۲۰۰۴)[۱۲]
- جایزهٔ ویژهٔ داوران هوگوی نقره برای بهترین فیلم بهمن قبادی از چهلمین دورهٔ جشنواره فیلم شیکاگو (۲۰۰۴)[۱۳]
- فیلم برگزیده تماشاگران و بهترین فیلم جشنواره بین‌المللی فیلم مکزیکوسیتی (۲۰۰۵)[۱۳]
- فیلم برگزیده تماشاگران جشنواره بین‌المللی فیلم روتردام (۲۰۰۵)[۱۳]
- فیلم برگزیده تماشاگران جشنواره سائو پائولو (۲۰۰۴)[۱۳]
- جایزه بهترین کارگردانی برای بهمن قبادی در هشتمین دوره جشنوارهٔ جشن خانه سینما[۱۲]
- جایزه بهترین فیلم‌برداری برای شهریار اسدی در هشتمین دوره جشنوارهٔ جشن خانه سینما[۱۲]
- جایزه بهترین صدابرداری برای بهمن اردلان در هشتمین دوره جشنوارهٔ جشن خانه سینما[۱۲]
- فیلم برگزیده از نگاه تماشاگران در پنجاه‌وچهارمین جشنوارهٔ بین‌المللی فیلم ملبورن (۲۰۰۵)[۱۲]
- دلفین طلایی؛ جایزهٔ ویژه برای بهمن قبادی از بیست و یکمین جشنواره بین‌المللی فیلم فستوریا (۲۰۰۵)[۱۳]
- فیلم برگزیده تماشاگران و جایزهٔ ای‌چانجر از جشنواره بین‌المللی فیلم فریبورگ (۲۰۰۵)[۱۳]
- جایزهٔ بشردوستانه (پرزدنت) برای بهمن قبادی از جشنواره بین‌المللی فیلم فورت لادردیل (۲۰۰۵)[۱۳]
- فیلم برگزیده تماشاگران جشنواره بین‌المللی فیلم ان‌ای‌تی‌فیلم (۲۰۰۵)[۱۳]
- فیلم برگزیده تماشاگران جشنواره بین‌المللی فیلم آسیایی‌آمریکایی سان فرانسیسکو (۲۰۰۵)[۱۳]
- جایزهٔ جشنواره فیلم شب سیاه تالین (۲۰۰۵)[۱۳]
- پرومتهٔ طلایی: جایزهٔ بهترین فیلم برای بهمن قبادی در جشنواره بین‌المللی فیلم تفلیس (۲۰۰۵)[۱۳]
- فیلم برگزیده تماشاگران و جایزهٔ ویژه از جشنواره بین‌المللی فیلم توکیو فیلمکس (۲۰۰۴)[۱۳]
- جایزهٔ شفق قطبی از چهاردهمین جشنواره بین‌المللی فیلم ترومسو (۲۰۰۵)[۱۳]

## بازیگران و عوامل

### بازیگران
- سوران ابراهیم در نقش کاک ستلایت
- هیرش فیصل رحمان در نقش هنگاو
- آواز لطیف در نقش آگرین
- عبدالرمان کریم در نقش ریگا
- صدام حسین فیصل در نقش پشیو
- آجیل زیباری در نقش شیرکو

### عوامل
- بهمن قبادی: کارگردان، تهیه‌کننده، طراح، نویسنده، عکاس
- شهرام شاه‌حسینی: برنامه‌ریز و دستیار اول کارگردان
- حسین علیزاده: موسیقی
- شهریار اسدی: مدیر فیلم‌برداری
- هایده صفی‌یاری و مصطفی خرقه‌پوش: تدوین
- ناهید قبادی: منشی صحنه
- بهمن بنی‌اردلان: طراحی صدا، صداگذاری، صدابرداری
- عباس غزالی: مجری طرح

## موسیقی
حسین علیزاده آهنگساز، پژوهشگر و نوازندهٔ ایرانی تندیس حافظ را برای ساخت موسیقی این فیلم دریافت کرده‌است.
| فهرست آهنگ‌ها | فهرست آهنگ‌ها                           | فهرست آهنگ‌ها                                            | فهرست آهنگ‌ها |
| شماره        | نام                                    | توضیحات                                                 | مدت          |
| ------------ | -------------------------------------- | ------------------------------------------------------- | ------------ |
| ۱.           | «آگرین (آتش)» (Agrin (Fire))           | آوا: مصطفی محمودی بالابان: رضا عسگرزاده                 | ۰۲:۲۵        |
| ۲.           | «قصه ۱» (Tale I)                       | دیوان: حسین علیزاده                                     | ۰۶:۰۴        |
| ۳.           | «گهواره ۱» (Cradle I)                  | آلتو: بردیا کیارس                                       | ۰۱:۵۵        |
| ۴.           | «زمان» (Time)                          | -                                                       | ۰۱:۵۷        |
| ۵.           | «خیال» (Faney)                         | -                                                       | ۰۴:۱۰        |
| ۶.           | «افق» (Horizon)                        | کمانچه: صبا علیزاده                                     | ۰۳:۲۵        |
| ۷.           | «قصه ۲» (Tale II)                      | دیوان: حسین علیزاده                                     | ۱۰:۰۵        |
| ۸.           | «لالایی» (Lullaby)                     | آوا: محبوبه گلزاری                                      | ۰۱:۵۵        |
| ۹.           | «کابوس جنگ» (War)                      |                                                         | ۰۲:۲۱        |
| ۱۰.          | «ندا» (Call)                           | -                                                       | ۰۱:۱۸        |
| ۱۱.          | «صلح» (Peace)                          | دیوان: حسین علیزاده کمانچه: صبا علیزاده عود: علی بوستان | ۰۶:۵۶        |
| ۱۲.          | «گهواره ۲» (Cradle II)                 | -                                                       | ۰۲:۴۴        |
| ۱۳.          | «روله گیان» (Rulagian (My Sweet Baby)) | هم‌آوایان: مصطفی محمودی، فائزه محمودی                    | ۰۴:۴۶        |
| مجموع مدت:   | مجموع مدت:                             | مجموع مدت:                                              | ۵۰:۰۹        |